# Ślepowron wielkodzioby
Ślepowron wielkodzioby (Nyctanassa carcinocatactes) – gatunek wymarłego ptaka z rodziny czaplowatych (Ardeidae). Zamieszkiwał Bermudy (teryt. zamorskie Wielkiej Brytanii).
Po raz pierwszy opisany w 2006 przez Storrsa Olsona i Davida Wingate’a na podstawie skamieniałości znalezionych w plejstoceńskich i holoceńskich osadach w jaskiniach i stawach na Bermudach. Budową przypominał spokrewnionego z nim ślepowrona żółtoczelnego (Nyctanassa violacea), miał jednak masywniejszy dziób i czaszkę. Ukształtowanie dzioba wykazuje przystosowanie do odżywiania się krabami lądowymi.
Znane są również historyczne raporty odwołujące się do tego gatunku. Wymarł przypuszczalnie wkrótce po pojawieniu się na Bermudach osadnictwa na początku XVII wieku wskutek drapieżnictwa introdukowanych drapieżników (np. kotów), polowań i zmniejszenia się bazy pokarmowej.